# Campionat sul-matogrossense

Campionat sul-matogrossense / Mato Grosso do Sul

El Campionat Sul-Matogrossense és la competició futbolística de l'estat de Mato Grosso do Sul. Abans de 1979, els clubs de Mato Grosso de Sul disputaven el campionat matogrossense, ja que ambdós estats estaven units en un de sol.

## Format
Sèrie A:
- Primera fase
  - Lliga a dues voltes en la qual cada club juga amb la resta a doble volta, casa i fora.
- Segona fase
  - Eliminatòries entre els quatre primers de la primera fase.
  - El campió de la segona fase esdevé campió.

Els dos darrers baixen a la Sèrie B.

## Campions
Font:
- 1979:  Operário (1)
- 1980:  Operário (2)
- 1981:  Operário (3)
- 1982:  Comercial (1)
- 1983:  Operário (4)
- 1984:  Corumbaense (1)
- 1985:  Comercial (2)
- 1986:  Operário (5)
- 1987:  Comercial (3)
- 1988:  Operário (6)
- 1989:  Operário (7)
- 1990:  Ubiratan (1)
- 1991:  Operário (8)
- 1992:  Nova Andradina (1)
- 1993:  Comercial (4)
- 1994:  Comercial (5)
- 1995:  SERC (1)
- 1996:  Operário (9)
- 1997:  Operário (10)
- 1998:  Ubiratan (2)
- 1999:  Ubiratan (3)
- 2000:  Comercial (6)
- 2001:  Comercial (7)
- 2002:  CENE (1)
- 2003:  SERC (2)
- 2004:  CENE (2)
- 2005:  CENE (3)
- 2006:  Coxim (1)
- 2007:  Águia Negra (1)
- 2008:  Ivinhema (1)
- 2009:  Naviraiense (1)
- 2010:  Comercial (8)
- 2011:  CENE (4)
- 2012:  Águia Negra (2)
- 2013:  CENE (5)
- 2014:  CENE (6)
- 2015:  Comercial (9)
- 2016:  Sete de Setembro (1)
- 2017:  Corumbaense (2)
- 2018:  Operário (11)
- 2019:  Águia Negra (3)
- 2020:  Águia Negra (4)
- 2021:  Costa Rica (1)
- 2022:  Operário (12)
- 2023:  Costa Rica (2)
- 2024:  Operário (13)
- 2025:  Operário (14)

## Títols per equip
- Operário Futebol Clube (Campo Grande) 14 títols
- Esporte Clube Comercial (Campo Grande) 9 títols
- Clube Esportivo Nova Esperança (CENE) (Campo Grande) 6 títols
- Esporte Clube Águia Negra (Rio Brilhante) 4 títols
- Ubiratan Esporte Clube (Dourados) 3 títols
- Sociedade Esportiva e Recreativa Chapadão (SERC) (Chapadão do Sul) 2 títols
- Corumbaense Futebol Clube (Corumbá) 2 títols
- Costa Rica Esporte Clube (Costa Rica) 2 títols
- Coxim Atlético Clube (Coxim) 1 títol
- Ivinhema Futebol Clube (Ivinhema) 1 títol
- Clube Esportivo Naviraiense (Naviraí) 1 títol
- Sociedade Esportiva Nova Andradina (Nova Andradina) 1 títol
- Clube Desportivo Sete de Setembro (Dourados) 1 títol